# Korea Open 2004
Die Korea Open 2004 im Badminton fanden vom 30. März bis zum 4. April 2004 in der Choongjoo Indoor Hall in Chungju statt. Das Preisgeld betrug 200.000 US-Dollar. Das Turnier hatte damit einen Fünf-Sterne-Status im World Badminton Grand Prix. Hauptsponsoren des Turniers waren Daekyo und Noonnoppi. 363 Spieler aus 31 Ländern nahmen am Turnier teil, welches unter anderem von MBC, CCTV, SCV, HKTV und ASTRO in acht Ländern im Fernsehen übertragen wurde. Es war die 13. Auflage dieser internationalen Meisterschaften Südkoreas.

## Sieger und Platzierte
| Disziplin    | Gold                            | Silber                     | Bronze                                  |
| ------------ | ------------------------------- | -------------------------- | --------------------------------------- |
| Herreneinzel | Xia Xuanze                      | Chen Hong                  | Park Tae-sang                           |
| Herreneinzel | Xia Xuanze                      | Chen Hong                  | Wong Choong Hann                        |
| Dameneinzel  | Zhang Ning                      | Jun Jae-youn               | Xu Huaiwen                              |
| Dameneinzel  | Zhang Ning                      | Jun Jae-youn               | Gong Ruina                              |
| Herrendoppel | Alvent Yulianto Luluk Hadiyanto | Sang Yang Zheng Bo         | Eng Hian Flandy Limpele                 |
| Herrendoppel | Alvent Yulianto Luluk Hadiyanto | Sang Yang Zheng Bo         | Kim Yong-hyun Yim Bang-eun              |
| Damendoppel  | Yang Wei Zhang Jiewen           | Lee Kyung-won Ra Kyung-min | Hwang Yu-mi Lee Hyo-jung                |
| Damendoppel  | Yang Wei Zhang Jiewen           | Lee Kyung-won Ra Kyung-min | Gao Ling Huang Sui                      |
| Mixed        | Kim Dong-moon Ra Kyung-min      | Kim Yong-hyun Lee Hyo-jung | Sudket Prapakamol Saralee Thungthongkam |
| Mixed        | Kim Dong-moon Ra Kyung-min      | Kim Yong-hyun Lee Hyo-jung | Chen Qiqiu Zhao Tingting                |

## Finalergebnisse
| Disziplin    | Sieger                          | Finalist                   | Ergebnis       |
| ------------ | ------------------------------- | -------------------------- | -------------- |
| Herreneinzel | Xia Xuanze                      | Chen Hong                  | 15-9 17-15     |
| Dameneinzel  | Zhang Ning                      | Jun Jae-youn               | 11-6 11-5      |
| Herrendoppel | Luluk Hadiyanto Alvent Yulianto | Sang Yang Zheng Bo         | 15-12 15-12    |
| Damendoppel  | Yang Wei Zhang Jiewen           | Ra Kyung-min Lee Kyung-won | 15-8 9-15 15-6 |
| Mixed        | Kim Dong-moon Ra Kyung-min      | Kim Yong-hyun Lee Hyo-jung | 15-5 15-11     |